# Politiek in Friesland
De provincie Friesland wordt bestuurd vanuit het provinciehuis (Fries: provinsjehûs) in de hoofdstad Leeuwarden.

## Provinciale Staten
| Uitslagen van de verkiezingen voor Provinciale Staten vanaf 1991 | Uitslagen van de verkiezingen voor Provinciale Staten vanaf 1991 | Uitslagen van de verkiezingen voor Provinciale Staten vanaf 1991 | Uitslagen van de verkiezingen voor Provinciale Staten vanaf 1991 | Uitslagen van de verkiezingen voor Provinciale Staten vanaf 1991 | Uitslagen van de verkiezingen voor Provinciale Staten vanaf 1991 | Uitslagen van de verkiezingen voor Provinciale Staten vanaf 1991 | Uitslagen van de verkiezingen voor Provinciale Staten vanaf 1991 | Uitslagen van de verkiezingen voor Provinciale Staten vanaf 1991 | Uitslagen van de verkiezingen voor Provinciale Staten vanaf 1991 | Uitslagen van de verkiezingen voor Provinciale Staten vanaf 1991 | Uitslagen van de verkiezingen voor Provinciale Staten vanaf 1991 | Uitslagen van de verkiezingen voor Provinciale Staten vanaf 1991 | Uitslagen van de verkiezingen voor Provinciale Staten vanaf 1991 | Uitslagen van de verkiezingen voor Provinciale Staten vanaf 1991 | Uitslagen van de verkiezingen voor Provinciale Staten vanaf 1991 | Uitslagen van de verkiezingen voor Provinciale Staten vanaf 1991 | Uitslagen van de verkiezingen voor Provinciale Staten vanaf 1991 | Uitslagen van de verkiezingen voor Provinciale Staten vanaf 1991 | Uitslagen van de verkiezingen voor Provinciale Staten vanaf 1991 | Uitslagen van de verkiezingen voor Provinciale Staten vanaf 1991 |
| Partij                                                           | Partij                                                           | 1991                                                             | 1991                                                             | 1995                                                             | 1995                                                             | 1999                                                             | 1999                                                             | 2003                                                             | 2003                                                             | 2007                                                             | 2007                                                             | 2011                                                             | 2011                                                             | 2015                                                             | 2015                                                             | 2019                                                             | 2019                                                             | 2023                                                             | 2023                                                             |                                                                  |
| Partij                                                           | Partij                                                           | %                                                                | #                                                                | %                                                                | #                                                                | %                                                                | #                                                                | %                                                                | #                                                                | %                                                                | #                                                                | %                                                                | #                                                                | %                                                                | #                                                                | %                                                                | #                                                                | %                                                                | #                                                                |                                                                  |
| ---------------------------------------------------------------- | ---------------------------------------------------------------- | ---------------------------------------------------------------- | ---------------------------------------------------------------- | ---------------------------------------------------------------- | ---------------------------------------------------------------- | ---------------------------------------------------------------- | ---------------------------------------------------------------- | ---------------------------------------------------------------- | ---------------------------------------------------------------- | ---------------------------------------------------------------- | ---------------------------------------------------------------- | ---------------------------------------------------------------- | ---------------------------------------------------------------- | ---------------------------------------------------------------- | ---------------------------------------------------------------- | ---------------------------------------------------------------- | ---------------------------------------------------------------- | ---------------------------------------------------------------- | ---------------------------------------------------------------- | ---------------------------------------------------------------- |
|                                                                  | BoerBurgerBeweging                                               | -                                                                | -                                                                | -                                                                | -                                                                | -                                                                | -                                                                | -                                                                | -                                                                | -                                                                | -                                                                | -                                                                | -                                                                | -                                                                | -                                                                | -                                                                | -                                                                | 27,86                                                            | 14                                                               |                                                                  |
|                                                                  | Partij van de Arbeid                                             | 27,30                                                            | 16                                                               | 22,80                                                            | 14                                                               | 25,16                                                            | 14                                                               | 26,19                                                            | 15                                                               | 25,62                                                            | 12                                                               | 23,66                                                            | 11                                                               | 15,49                                                            | 7                                                                | 13,40                                                            | 6                                                                | 10,62                                                            | 5                                                                |                                                                  |
|                                                                  | Christen-Democratisch Appèl                                      | 33,37                                                            | 19                                                               | 29,02                                                            | 18                                                               | 30,60                                                            | 18                                                               | 27,42                                                            | 16                                                               | 25,75                                                            | 12                                                               | 17,67                                                            | 8                                                                | 20,79                                                            | 9                                                                | 16,67                                                            | 8                                                                | 8,75                                                             | 4                                                                |                                                                  |
|                                                                  | Fryske Nasjonale Partij                                          | 6,09                                                             | 3                                                                | 6,37                                                             | 3                                                                | 8,39                                                             | 4                                                                | 13,22                                                            | 7                                                                | 10,68                                                            | 5                                                                | 9,18                                                             | 4                                                                | 9,46                                                             | 4                                                                | 7,93                                                             | 4                                                                | 8,05                                                             | 4                                                                |                                                                  |
|                                                                  | Volkspartij voor Vrijheid en Democratie                          | 11,52                                                            | 6                                                                | 17,74                                                            | 10                                                               | 15,78                                                            | 9                                                                | 10,94                                                            | 6                                                                | 10,81                                                            | 5                                                                | 13,82                                                            | 6                                                                | 10,99                                                            | 5                                                                | 9,41                                                             | 4                                                                | 6,74                                                             | 3                                                                |                                                                  |
|                                                                  | GroenLinks                                                       | 4,41                                                             | 2                                                                | 4,09                                                             | 2                                                                | 8,77                                                             | 5                                                                | 5,38                                                             | 3                                                                | 3,89                                                             | 2                                                                | 5,23                                                             | 2                                                                | 3,55                                                             | 1                                                                | 7,69                                                             | 3                                                                | 6,54                                                             | 3                                                                |                                                                  |
|                                                                  | ChristenUnie                                                     | -                                                                | -                                                                | -                                                                | -                                                                | -                                                                | -                                                                | -                                                                | -                                                                | 8,19                                                             | 3                                                                | 6,36                                                             | 3                                                                | 7,43                                                             | 3                                                                | 6,60                                                             | 3                                                                | 5,27                                                             | 2                                                                |                                                                  |
|                                                                  | Partij voor de Vrijheid                                          | -                                                                | -                                                                | -                                                                | -                                                                | -                                                                | -                                                                | -                                                                | -                                                                | -                                                                | -                                                                | 8,45                                                             | 4                                                                | 8,73                                                             | 4                                                                | 5,80                                                             | 3                                                                | 4,45                                                             | 2                                                                |                                                                  |
|                                                                  | Forum voor Democratie                                            | -                                                                | -                                                                | -                                                                | -                                                                | -                                                                | -                                                                | -                                                                | -                                                                | -                                                                | -                                                                | -                                                                | -                                                                | -                                                                | -                                                                | 13,43                                                            | 6                                                                | 3,65                                                             | 1                                                                |                                                                  |
|                                                                  | Socialistische Partij                                            | -                                                                | -                                                                | 1,00                                                             | 0                                                                | -                                                                | -                                                                | 4,81                                                             | 2                                                                | 9,57                                                             | 4                                                                | 8,37                                                             | 3                                                                | 10,93                                                            | 5                                                                | 5,17                                                             | 2                                                                | 3,46                                                             | 1                                                                |                                                                  |
|                                                                  | Partij voor de Dieren                                            | -                                                                | -                                                                | -                                                                | -                                                                | -                                                                | -                                                                | -                                                                | -                                                                | 1,70                                                             | 0                                                                | -                                                                | -                                                                | 2,57                                                             | 1                                                                | 3,22                                                             | 1                                                                | 3,36                                                             | 1                                                                |                                                                  |
|                                                                  | Democraten 66                                                    | 11,40                                                            | 6                                                                | 6,02                                                             | 3                                                                | 3,36                                                             | 1                                                                | 2,54                                                             | 1                                                                | 1,30                                                             | 0                                                                | 4,26                                                             | 2                                                                | 6,97                                                             | 3                                                                | 4,12                                                             | 2                                                                | 3,31                                                             | 1                                                                |                                                                  |
|                                                                  | JA21                                                             | -                                                                | -                                                                | -                                                                | -                                                                | -                                                                | -                                                                | -                                                                | -                                                                | -                                                                | -                                                                | -                                                                | -                                                                | -                                                                | -                                                                | -                                                                | -                                                                | 2,68                                                             | 1                                                                |                                                                  |
|                                                                  | Provinciaal Belang Fryslân                                       | -                                                                | -                                                                | 2,44                                                             | 1                                                                | 2,07                                                             | 1                                                                | 1,89                                                             | 1                                                                | 1,41                                                             | 0                                                                | 1,20                                                             | 0                                                                | -                                                                | -                                                                | 1,79                                                             | 0                                                                | 2,03                                                             | 1                                                                |                                                                  |
|                                                                  | 50PLUS                                                           | -                                                                | -                                                                | -                                                                | -                                                                | -                                                                | -                                                                | -                                                                | -                                                                | -                                                                | -                                                                | 1,36                                                             | 0                                                                | 2,41                                                             | 1                                                                | 2,55                                                             | 1                                                                | 0,86                                                             | 0                                                                |                                                                  |
|                                                                  | CU/SGP                                                           | -                                                                | -                                                                | -                                                                | -                                                                | -                                                                | -                                                                | 5,61                                                             | 3                                                                | -                                                                | -                                                                | -                                                                | -                                                                | -                                                                | -                                                                | -                                                                | -                                                                | -                                                                | -                                                                |                                                                  |
|                                                                  | Lijst Pim Fortuyn                                                | -                                                                | -                                                                | -                                                                | -                                                                | -                                                                | -                                                                | 1,73                                                             | 1                                                                | -                                                                | -                                                                | -                                                                | -                                                                | -                                                                | -                                                                | -                                                                | -                                                                | -                                                                | -                                                                |                                                                  |
|                                                                  | SGP/RPF                                                          | 2,72                                                             | 2                                                                | 3,65                                                             | 2                                                                | 3,68                                                             | 2                                                                | -                                                                | -                                                                | -                                                                | -                                                                | -                                                                | -                                                                | -                                                                | -                                                                | -                                                                | -                                                                | -                                                                | -                                                                |                                                                  |
|                                                                  | Gereformeerd Politiek Verbond                                    | 2,43                                                             | 1                                                                | 2,27                                                             | 1                                                                | 2,18                                                             | 1                                                                | -                                                                | -                                                                | -                                                                | -                                                                | -                                                                | -                                                                | -                                                                | -                                                                | -                                                                | -                                                                | -                                                                | -                                                                |                                                                  |
|                                                                  | AOV                                                              | -                                                                | -                                                                | 3,13                                                             | 1                                                                | -                                                                | -                                                                | -                                                                | -                                                                | -                                                                | -                                                                | -                                                                | -                                                                | -                                                                | -                                                                | -                                                                | -                                                                | -                                                                | -                                                                |                                                                  |
|                                                                  | overige partijen                                                 | 0,76                                                             | 0                                                                | 1,46                                                             | 0                                                                | -                                                                | -                                                                | 0,29                                                             | 0                                                                | 1,08                                                             | 0                                                                | 0,46                                                             | 0                                                                | 0,66                                                             | 0                                                                | 2,20                                                             | 0                                                                | 2,36                                                             | 0                                                                |                                                                  |
| Totaal                                                           | Totaal                                                           | 100                                                              | 55                                                               | 100                                                              | 55                                                               | 100                                                              | 55                                                               | 100                                                              | 55                                                               | 100                                                              | 43                                                               | 100                                                              | 43                                                               | 100                                                              | 43                                                               | 100                                                              | 43                                                               | 100                                                              | 43                                                               |                                                                  |
| Opkomstpercentage                                                | Opkomstpercentage                                                | 63,24                                                            |                                                                  | 58,18                                                            |                                                                  | 54,09                                                            |                                                                  | 57,82                                                            |                                                                  | 54,14                                                            |                                                                  | 59,93                                                            |                                                                  | 53,06                                                            |                                                                  | 59,12                                                            |                                                                  | 65,62                                                            |                                                                  |                                                                  |

## Gedeputeerde Staten
Arno Brok is sinds 1 maart 2017 commissaris van de Koning.
Provinciesecretaris is Arjen Schepers.

### 2007-2011
Het College van Gedeputeerde Staten berustte op een coalitie van CDA, PvdA en ChristenUnie en bestond uit de volgende gedeputeerden:
- Piet Adema (ChristenUnie)
- Sjoerd Galema (CDA)
- Hans Konst (PvdA)
- Tineke Schokker-Strampel (CDA)
- Jannewietske de Vries (PvdA)

### 2011-2015
Het College van Gedeputeerde Staten berustte op een coalitie van PvdA, CDA en FNP en bestond uit de volgende gedeputeerden:
- Johannes Kramer (FNP)
- Hans Konst (PvdA)
- Sietske Poepjes (CDA) (opvolger sinds september 2011 van Sjoerd Galema)
- Tineke Schokker-Strampel (CDA)
- Jannewietske de Vries (PvdA)

### 2015-2019
Het College van Gedeputeerde Staten berustte op een coalitie van CDA, VVD, SP en FNP en bestond uit de volgende gedeputeerden:
- Klaas Kielstra (VVD)
- Johannes Kramer (FNP)
- Sietske Poepjes (CDA)
- Sander de Rouwe (CDA)
- Michiel Schrier (SP)

### 2019-2023
Het College van Gedeputeerde Staten berustte op een coalitie van CDA, VVD, PvdA en FNP en bestond uit de volgende gedeputeerden:
- Avine Fokkens-Kelder (VVD)
- Douwe Hoogland (PvdA)
- Klaas Fokkinga (FNP) (opvolger sinds januari 2020 van Johannes Kramer)
- Sietske Poepjes (CDA)
- Friso Douwstra (CDA) (opvolger sinds september 2021 van Sander de Rouwe)

### 2023-2027
Het College van Gedeputeerde Staten berust op een coalitie van BBB, CDA, FNP en ChristenUnie en bestaat uit de volgende gedeputeerden:
- Femke Wiersma (BBB)
- Eke Folkerts (BBB)
- Friso Douwstra (CDA)
- Sijbe Knol (FNP)
- Matthijs de Vries (CU)

## Grafiek historische zetelverdeling (1991 - heden)
|  | ■ PvdD | ■ SP | ■ GL | ■ PvdA | ■ D66 | ■ PBF | ■ FNP | ■ 50+ | ■ CU | ■ CDA | ■ BBB | ■ AOV | ■ GPV | ■ RPF | ■ SGP | ■ VVD | ■ JA21 | ■ LPF | ■ PVV | ■ FVD |

| 2 | 16 | 6 | 3 | 19 | 1 | 2 | 6 |

| 2 | 14 | 3 | 1 | 3 | 18 | 1 | 1 | 2 | 10 |

| 5 | 14 | 1 | 1 | 4 | 18 | 1 | 2 | 9 |

| 2 | 3 | 15 | 1 | 1 | 7 | 16 | 3 | 6 | 1 |

| 4 | 2 | 12 | 5 | 3 | 12 | 5 |
|   |   |    |   |   |    |   |

| 3 | 2 | 11 | 2 | 4 | 3 | 8 | 6 | 4 |
|   |   |    |   |   |   |   |   |   |

| 1 | 5 | 1 | 7 | 3 | 4 | 1 | 3 | 9 | 5 | 4 |
|   |   |   |   |   |   |   |   |   |   |   |

| 1 | 2 | 3 | 6 | 2 | 4 | 1 | 3 | 8 | 4 | 3 | 6 |
|   |   |   |   |   |   |   |   |   |   |   |   |

| 1 | 1 | 3 | 5 | 1 | 1 | 4 | 2 | 4 | 14 | 3 | 1 | 2 | 1 |
|   |   |   |   |   |   |   |   |   |    |   |   |   |   |

## Landelijke verkiezingen in de provincie Friesland
| Uitslagen van de verkiezingen vanaf 2006 (in percentages) | Uitslagen van de verkiezingen vanaf 2006 (in percentages) | Uitslagen van de verkiezingen vanaf 2006 (in percentages) | Uitslagen van de verkiezingen vanaf 2006 (in percentages) | Uitslagen van de verkiezingen vanaf 2006 (in percentages) | Uitslagen van de verkiezingen vanaf 2006 (in percentages) | Uitslagen van de verkiezingen vanaf 2006 (in percentages) | Uitslagen van de verkiezingen vanaf 2006 (in percentages) | Uitslagen van de verkiezingen vanaf 2006 (in percentages) | Uitslagen van de verkiezingen vanaf 2006 (in percentages) | Uitslagen van de verkiezingen vanaf 2006 (in percentages) |
| Partij                                                    | TK2006                                                    | EP2009                                                    | TK2010                                                    | TK2012                                                    | EP2014                                                    | TK2017                                                    | EP2019                                                    | TK2021                                                    | TK2023                                                    | EP2024                                                    |
| --------------------------------------------------------- | --------------------------------------------------------- | --------------------------------------------------------- | --------------------------------------------------------- | --------------------------------------------------------- | --------------------------------------------------------- | --------------------------------------------------------- | --------------------------------------------------------- | --------------------------------------------------------- | --------------------------------------------------------- | --------------------------------------------------------- |
| PvdA                                                      | 27,52                                                     | 18,24                                                     | 24,80                                                     | 33,12                                                     | 14,54                                                     | 8,38                                                      | 22,36                                                     | 8,86                                                      | 14,58                                                     | 20,24                                                     |
| GL                                                        | 3,78                                                      | 7,41                                                      | 6,25                                                      | 1,74                                                      | 5,77                                                      | 8,35                                                      | 8,07                                                      | 3,94                                                      | 14,58                                                     | 20,24                                                     |
| PVV                                                       | 3,26                                                      | 11,83                                                     | 11,37                                                     | 7,32                                                      | 9,86                                                      | 11,24                                                     | 3,27                                                      | 10,80                                                     | 24,43                                                     | 16,91                                                     |
| CDA                                                       | 28,14                                                     | 27,02                                                     | 18,17                                                     | 13,82                                                     | 20,81                                                     | 18,94                                                     | 15,69                                                     | 14,59                                                     | 5,36                                                      | 12,22                                                     |
| BBB                                                       | -                                                         | -                                                         | -                                                         | -                                                         | -                                                         | -                                                         | -                                                         | 2,27                                                      | 8,34                                                      | 9,09                                                      |
| VVD                                                       | 10,58                                                     | 8,85                                                      | 15,48                                                     | 19,89                                                     | 10,71                                                     | 17,00                                                     | 14,52                                                     | 17,15                                                     | 11,22                                                     | 8,19                                                      |
| CU                                                        | 6,11                                                      | 6,87                                                      | 5,11                                                      | 4,87                                                      | 7,84                                                      | 5,12                                                      | 8,50                                                      | 4,97                                                      | 2,73                                                      | 6,31                                                      |
| D66                                                       | 1,06                                                      | 7,76                                                      | 4,72                                                      | 5,14                                                      | 10,55                                                     | 9,68                                                      | 4,61                                                      | 12,04                                                     | 4,35                                                      | 6,27                                                      |
| NSC                                                       | -                                                         | -                                                         | -                                                         | -                                                         | -                                                         | -                                                         | -                                                         | -                                                         | 16,31                                                     | 4,03                                                      |
| PvdD                                                      | 1,32                                                      | 2,93                                                      | 1,09                                                      | 1,57                                                      | 3,88                                                      | 2,89                                                      | 3,63                                                      | 3,56                                                      | 1,82                                                      | 3,49                                                      |
| FvD                                                       | -                                                         | -                                                         | -                                                         | -                                                         | -                                                         | 1,82                                                      | 10,77                                                     | 7,37                                                      | 2,70                                                      | 3,29                                                      |
| Volt                                                      | -                                                         | -                                                         | -                                                         | -                                                         | -                                                         | -                                                         | 1,13                                                      | 1,46                                                      | 0,88                                                      | 3,16                                                      |
| SP                                                        | 17,07                                                     | 7,43                                                      | 11,49                                                     | 9,55                                                      | 10,51                                                     | 11,11                                                     | 3,91                                                      | 7,05                                                      | 3,40                                                      | 2,40                                                      |
| SGP                                                       | 0,44                                                      | [ 6 ]                                                     | 0,57                                                      | 0,90                                                      | [ 6 ]                                                     | 0,94                                                      | [ 6 ]                                                     | 1,00                                                      | 1,00                                                      | 2,01                                                      |
| 50Plus                                                    | -                                                         | -                                                         | -                                                         | 1,15                                                      | 3,33                                                      | 2,89                                                      | 2,83                                                      | 0,78                                                      | 0,42                                                      | 0,71                                                      |
| JA21                                                      | -                                                         | -                                                         | -                                                         | -                                                         | -                                                         | -                                                         | -                                                         | 1,96                                                      | 0,65                                                      | 0,51                                                      |
| DENK                                                      | -                                                         | -                                                         | -                                                         | -                                                         | -                                                         | 0,22                                                      | 0,16                                                      | 0,26                                                      | 0,40                                                      | -                                                         |
| BIJ1                                                      | -                                                         | -                                                         | -                                                         | -                                                         | -                                                         | -                                                         | -                                                         | 0,24                                                      | 0,16                                                      | -                                                         |
| overig                                                    | 0,72                                                      | 1,66                                                      | 0,95                                                      | 0,93                                                      | 2,20                                                      | 1,42                                                      | 0,54                                                      | 1,68                                                      | 1,22                                                      | 1,13                                                      |
| opkomst                                                   | 82,86                                                     | 36,41                                                     | 77,13                                                     | 77,06                                                     | 38,62                                                     | 82,49                                                     | 41,92                                                     | 80,44                                                     | 80,87                                                     | 47,60                                                     |